# Terre Tollesi
Terre Tollesi o Tullum è un vino a DOCG prodotto in una piccola area della provincia di Chieti.

## Zona di produzione
La zona di produzione comprende le aree viticole presenti nel comune di Tollo ubicate in collina, con pendenze intorno al 5-10% e poste tra gli 80 e i 228 metri s.l.m.

## Storia
La presenza della vite e del vino risale all'epoca romana, come dimostrano i numerosi reperti di dolie e celle vinarie rinvenuti nel concentrico e nelle ville rustiche di cui rimane traccia.
Nel 1776, quando Tollo faceva parte del Regno di Napoli, il vino locale era anche celebrato nei componimenti poetici del frate Bernardo Maria Valera, che definisce la zona «Piccola terra nell’Abruzzo Citeriore [...] di amena situazione, e celebre pel suo vino rosso, rubino, volgarmente detto Lacrima». Giustiniani nel Dizionario Geografico Ragionato del Regno di Napoli, compilato nel 1805, scrive che in Tollo «il vino vi riesce di buona qualità». Nei censimenti del 1923 e del 1929 a Tollo risultavano coltivati a vigna circa 200 ettari per una produzione di 6.650 quintali di uva.
Nel corso della seconda guerra mondiale Tollo fu completamente distrutta; la ripresa economica post bellica si rivolse particolarmente all'attività vitivinicola.

## Tecniche di produzione
Sono esclusi i sistemi di coltivazione espansi, ad eccezione della pergola abruzzese tradizionale, dei sistemi a doppia cortina e del cordone libero. La potatura può venire effettuata a cordone speronato, Guyot singolo e doppio.
Le operazioni di vinificazione, l'invecchiamento, l'appassimento delle uve e l'imbottigliamento possono essere strettamente solamente nella zone delimitata o in stabilimenti singolarmente autorizzati. È consentito l’arricchimento dei mosti e dei vini con mosti concentrati rettificati oppure con mosti concentrati ottenuti da uve dei vigneti iscritti, fatta eccezione per i vini passiti. La colmatura è ammessa con vini DOC al massimo per il 10%.
La vinificazione della tipologia "novello" richiede la macerazione carbonica per almeno il 60% della partita; nelle due tipologie di "passito" le uve possono essere sottoposte ad appassimento anche in camera termo-idro-condizionata.
Le tipologie di vini rossi richiedono più di un anno di invecchiamento; la tipologia "bianco superiore" va immessa al consumo dopo il 31 marzo dell'anno successivo alla vendemmia; la tipologia "rosso riserva" va inoltre affinato almeno 2 anni di cui almeno 6 mesi in botti di legno.
Su tutti i vini a denominazione deve figurare l’annata di produzione.
Nella designazione può essere utilizzata la menzione "vigna".

## Disciplinare
La DOC Terre Tollesi è stato istituito con D.M. 23.07.2008 pubblicato sulla Gazzetta Ufficiale n. 179. 
Successivamente è stato modificato con
- D.M. 30.11.2011 pubblicato sul sito ufficiale del Mipaaf
- D.M. 03.10.2012 pubblicato sul sito ufficiale del Mipaaf
- D.M. 7.03.2014 Pubblicato sul sito ufficiale del Mipaaf[1]

La versione in vigore è stata approvata con DM 18.06.2019 pubblicato sulla Gazzetta Ufficiale n. 155

## Tipologie
Con il riconoscimento della denominazione di origine controllata e garantita sono state ridotte le tipologie.

### Rosso
| uvaggio                        | Montepulciano per almeno il 90%. |
| titolo alcolometrico minimo    | 13,00% vol.                      |
| acidità totale minima          | 4,50 g/l.                        |
| estratto secco minimo          | 26,00 g/l                        |
| resa massima di uva per ettaro | 120 q.                           |
| resa massima di uva in vino    | 70 %                             |

### Rosso riserva
| uvaggio                        | Montepulciano per almeno il 90%. |
| titolo alcolometrico minimo    | 13,50% vol.                      |
| acidità totale minima          | 5,00 g/l.                        |
| estratto secco minimo          | 28,00 g/l.                       |
| resa massima di uva per ettaro | 90 q.                            |
| resa massima di uva in vino    | 70 %                             |

### Spumante
| uvaggio                        | Chardonnay minimo 60%. |
| titolo alcolometrico minimo    | 12,00% vol.            |
| acidità totale minima          | 5,00 g/l.              |
| estratto secco minimo          | 18,00 g/l.             |
| resa massima di uva per ettaro | 120 q.                 |
| resa massima di uva in vino    | 70 %                   |

### Pecorino
| uvaggio                        | Pecorino minimo 90% |
| titolo alcolometrico minimo    | 13,00% vol.         |
| acidità totale minima          | 5,00 g/l.           |
| estratto secco minimo          | 18,00 g/l.          |
| resa massima di uva per ettaro | 90 q.               |
| resa massima di uva in vino    | 70 %                |

### Passerina
| uvaggio                        | Passerina minimo 90% |
| titolo alcolometrico minimo    | 12,50% vol.          |
| acidità totale minima          | 5,00 g/l.            |
| estratto secco minimo          | 18,00 g/l.           |
| resa massima di uva per ettaro | 90 q.                |
| resa massima di uva in vino    | 70 %                 |

### Tipologie  precedenti
Prima del decreto di modifica del 2019 erano previste anche le tipologie Bianco, Bianco superiore, Novello, Falanghina, Merlot, Cabernet Sauvignon, Sangiovese,  Passito Bianco, Passito Rosso, che sono commerciabili come tipologie della DOC Abruzzo e come IGP Terre di Chieti.